# Rafael Carioca
Rafael de Souza Pereira, mais conhecido como Rafael Carioca (São Gonçalo, 18 de junho de 1989), é um futebolista brasileiro que atua como volante. Atualmente ele joga no Tigres UANL, do México.

## Clubes

### Grêmio
Após bons anos nas categorias de base do Pão de Açúcar, Rafael Carioca foi jogar nas categorias inferiores do Grêmio. No início de sua estadia em Porto Alegre, ele pensou em ir embora, porque não se adaptou à cidade. Entretanto, ele desistiu da ideia e permaneceu em Porto Alegre. Depois de se destacar nas categorias de base, ele foi promovido aos profissionais, em 2008. Porém, essa passagem durou pouco tempo, e ele acabou voltando para os juniores do clube. Entretanto, em março do mesmo ano, Rafael foi novamente para os profissionais.
Em 26 de março de 2008, fez sua estreia pelos profissionais do Grêmio, no jogo contra o 15 de Novembro, no qual ele entrou no lugar de Nunes.
Após se firmar como titular, Rafael acabou criticando Vágner Mancini, treinador no início da temporada, por tê-lo chamado de "marrento". Além disso, Rafael Carioca agradeceu ao técnico Celso Roth por ter confiado nele. Com boas atuações, Rafael Carioca se consolidou na titularidade do time do Grêmio, no segundo semestre de 2008.
Em julho de 2008, Rafael renovou seu contrato com o Grêmio até 30 de junho de 2013. Destacando-se no Campeonato Brasileiro, Rafael acabou despertando interesse de clubes estrangeiros. No dia 9 de dezembro de 2008, o volante foi vendido pelo Grêmio ao Spartak Moscou, da Rússia. A negociação teria girado em torno de 4 milhões de euros embolsados pelo Tricolor. A justificativa para a venda, dada pela direção do clube foi que o Grêmio necessitava do dinheiro para sanar sua situação financeira. Em entrevista ao jornal Zero Hora, Rafael revelou que tinha que pensar na sua situação financeira e ajudar a sua família; ele também falou que tinha o pensamento de ir para a Europa, o que motivou sua escolha.

### Spartak Moscou
Assinou com o Spartak Moscou por cinco anos e recebeu a camisa de número 6 no novo clube.
Na Rússia, Rafael Carioca foi vice-campeão do Campeonato Russo em 2009. No dia 6 de maio de 2012, pela penúltima rodada do Campeonato Russo, Rafael Carioca conseguiu marcar seu primeiro gol na carreira profissional, na partida Spartak 3 a 2 Zenit. Na ocasião, ele marcou aos 44 do segundo tempo, garantiu a vitória da equipe de Moscou e ainda levou um cartão amarelo por tirar a camisa durante a comemoração.

### Vasco da Gama
Chegou por empréstimo ao Vasco da Gama no dia 11 de janeiro de 2010. Teve boa passagem no clube carioca, sendo titular absoluto durante a temporada.

### Atlético Mineiro
No dia 8 de agosto de 2014, o empresário do jogador, Jorge Machado, confirmou o empréstimo de Rafael Carioca ao Atlético Mineiro. O jogador renovou por cinco anos com o Spartak Moscou, e, em seguida, foi cedido por empréstimo de um ano ao clube mineiro.
No dia 22 de abril de 2015, Rafael Carioca marcou o gol da classificação do Atlético para as oitavas de final da Libertadores ao certar um chute impressionante de fora da área, na vitória atleticana por 2 a 0 sobre o Colo-Colo.
Em meados de 2015, com o empréstimo ao Atlético Mineiro próximo de terminar, o clube chegou a um acordo com o Spartak Moscou e comprou 50% dos direitos econômicos do volante por uma quantia não revelada. Dessa forma, o Atlético assegurou a permanência do jogador na equipe.
Em função de sua regularidade e excelentes atuações ao longo do Campeonato Brasileiro de 2015, Rafael Carioca recebeu a Bola de Prata e foi eleito para a Seleção do Brasileirão.
No dia 5 de junho de 2016, completou 100 jogos com a camisa alvinegra no empate por 4 a 4 diante do Sport, na Ilha do Retiro.

### Tigres
Já no dia 24 de agosto de 2017, foi anunciado como novo reforço do Tigres.

## Seleção Brasileira
No dia 22 de agosto de 2016, Rafael Carioca recebeu sua primeira oportunidade com a Seleção Brasileira, sendo lembrado pelo técnico Tite logo em sua primeira lista de convocação à frente do time canarinho. Na ocasião, o volante foi chamado para as partidas contra o Equador e a Colômbia.

## Títulos
Vasco da Gama
- Copa da Hora: 2010

Atlético Mineiro
- Copa do Brasil: 2014
- Campeonato Mineiro: 2015, 2017
- Florida Cup: 2016

Tigres
- Supercopa Campeão dos Campeões: 2018
- Campeonato Mexicano: 2017 (Apertura), 2019 (Clausura)
- Liga dos Campeões da CONCACAF: 2020
- Campeones Cup: 2018, 2023

### Prêmios individuais
- Bola de Prata: 2015
- Prêmio Craque do Brasileirão: 2015[13]
- Seleção do Campeonato Mineiro: 2016
- Troféu Guará: 2016
- Troféu Telê Santana: 2016